# Lígia Diniz
Lígia Diniz (Rio de Janeiro, 19 de outubro de 1951) é uma atriz brasileira de teatro e cinema. É irmã da atriz Leila Diniz, e tem um filho cujo nome é Thiago Diniz Vugman.

## Filmografia
| Ano  | Título                                        | Personagem | Notas        |
| ---- | --------------------------------------------- | ---------- | ------------ |
| 2021 | Já que Ninguém me Tira pra Dançar             | Ela mesma  | Documentário |
| 1986 | O Homem da Capa Preta                         | —          |              |
| 1984 | Memórias do Cárcere                           | —          |              |
| 1984 | Amenic - Entre o Discurso e a Prática         | —          |              |
| 1983 | Aventuras de um Paraíba                       | —          |              |
| 1981 | O Beijo no Asfalto                            | Viúva      |              |
| 1980 | Bububu no Bobobó                              | —          |              |
| 1980 | Prova de Fogo                                 | Wanda      |              |
| 1979 | Amor Bandido                                  | Solange    |              |
| 1979 | O Princípio do Prazer                         | Odete      |              |
| 1979 | A República dos Assassinos                    | Marlene    |              |
| 1971 | Como Ganhar na Loteria sem Perder a Esportiva | Marilu     |              |